# 474
474 (CDLXXIV) var ett normalår som började en tisdag i den julianska kalendern.

## Händelser

### Januari
- 18 januari – Leo II blir östromersk kejsare för en kort tid.

### Februari
- 9 februari – Zeno kröns till medkejsare av det östromerska riket.

### November
- 17 november – När Leo II dör blir Zeno ensam kejsare av det östromerska riket; hans svärmor Verina konspirerar mot honom.

### Okänt datum
- Zenos sändebud undertecknar ett fredsavtal med vandalernas kung Geiserik, vilket gör slut på 45 års stridigheter mellan romarna och vandalerna.
- Julius Nepos avsätter Glycerius och blir själv västromersk kejsare.

## Födda
- Anthemios från Tralles, matematiker (omkring detta år).
- Magnus Felix Ennodius, biskop och latinsk poet (omkring detta år).

## Avlidna
- 18 januari – Leo I, östromersk kejsare.
- 17 november – Leo II, östromersk kejsare.
- Theodemir, kung över ostrogoterna.